# 武萨克
武萨克（法語：Voussac，法語發音：[vusak]）是法国阿列省的一个市镇，位于该省中部略偏南，属于穆兰区。

## 地理
武萨克（46°19'40"N, 3°3'44"E）面积34.46 平方千米，位于法国奥弗涅-罗讷-阿尔卑斯大区阿列省，该省份为法国中部省份，北起涅夫勒省、西北接谢尔省，西南至克勒兹省，南至多姆山省，东南临卢瓦尔省，东临索恩-卢瓦尔省。
与武萨克接壤的市镇（或旧市镇、城区）包括：德谢斯、弗勒里耶勒、莫内斯捷、圣马塞尔昂米拉、塔尔热、勒泰伊、萨兹雷。

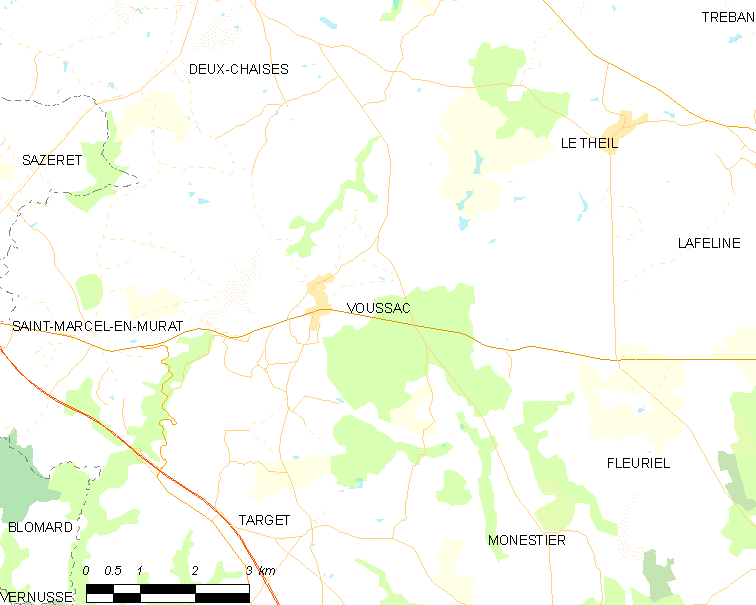
武萨克的OSM定位图

武萨克的时区为UTC+01:00、UTC+02:00（夏令时）。

## 行政
武萨克的邮政编码为03140，INSEE市镇编码为03319。

## 政治
武萨克所属的省级选区为加纳县。

## 人口

1962-2008年间武萨克人口变化图示

武萨克于2022年1月1日时的人口数量为493人。